# Robin Hood: Prince of Thieves (soundtrack)
Robin Hood: Prince of Thieves is de originele soundtrack, gecomponeerd en gedirigeerd door Michael Kamen voor de film Robin Hood: Prince of Thieves uit 1991 van Kevin Reynolds. Het album werd uitgebracht op 2 juli 1991 door Morgan Creek Productions.
De partituur werd uitgevoerd door het Greater Los Angeles Orchestra en opgenomen in de Warner Bros. Recording Studios. De filmmuziek werd opgenomen door geluidstechnicus Robert Fernandez en gemixt door Stephen McLaughlin. Het album bevat ook nummers uit de film van Bryan Adams en Jeff Lynne.
In 2018 bracht het gespecialiseerde filmmuzieklabel Intrada Records een cd-album met twee discs uit met de volledige filmmuziek en alternatieven, maar niet de nummers van Bryan Adams en Jeff Lynne.
In 2020 bracht Intrada een album met vier discs uit, met de filmmuziek op de eerste 2 cd's; cd 3 heeft alternatieve takes en extra muziek, waaronder de fanfare van Morgan Creek Productions die is afgeleid van deze filmmuziek; cd 4 bevat de assemblages die werden gebruikt op het soundtrackalbum uit 1991. De nummers van Adams en Lynne ontbreken opnieuw.

## Tracklijst
Alle muziek en teksten zijn geschreven door Michael Kamen, tenzij anders vermeld. 
| 1.                 | "Overture" / "A Prisoner of the Crusades"                                                                      | 8:27 |
| 2.                 | "Sir Guy of Gisborne" / "The Escape to Sherwood"                                                               | 7:27 |
| 3.                 | "Little John" / "The Band in the Forest"                                                                       | 4:52 |
| 4.                 | "The Sheriff and His Witch"                                                                                    | 6:03 |
| 5.                 | "Maid Marian"                                                                                                  | 2:57 |
| 6.                 | "Training" / "Robin Hood, Prince of Thieves"                                                                   | 5:15 |
| 7.                 | "Marian at the Waterfall"                                                                                      | 5:34 |
| 8.                 | "The Abduction" / "The Final Battle at the Gallows"                                                            | 9:53 |
| 9.                 | "(Everything I Do) I Do It for You" – Bryan Adams (geschreven door Bryan Adams, Michael Kamen en Robert Lange) | 6:33 |
| 10.                | "Wild Times" – Jeff Lynne (geschreven door Jeff Lynne en Michael Kamen)                                        | 3:12 |
| Totale duur: 60:22 | |      |

## Hitnoteringen

### NederlandseAlbum Top 100
| Hitnotering: 10-08-1991 t/m 26-10-1991 | Hitnotering: 10-08-1991 t/m 26-10-1991 | Hitnotering: 10-08-1991 t/m 26-10-1991 | Hitnotering: 10-08-1991 t/m 26-10-1991 | Hitnotering: 10-08-1991 t/m 26-10-1991 | Hitnotering: 10-08-1991 t/m 26-10-1991 | Hitnotering: 10-08-1991 t/m 26-10-1991 | Hitnotering: 10-08-1991 t/m 26-10-1991 | Hitnotering: 10-08-1991 t/m 26-10-1991 | Hitnotering: 10-08-1991 t/m 26-10-1991 | Hitnotering: 10-08-1991 t/m 26-10-1991 | Hitnotering: 10-08-1991 t/m 26-10-1991 | Hitnotering: 10-08-1991 t/m 26-10-1991 | Hitnotering: 10-08-1991 t/m 26-10-1991 |
| Week:                                  | 1                                      | 2                                      | 3                                      | 4                                      | 5                                      | 6                                      | 7                                      | 8                                      | 9                                      | 10                                     | 11                                     | 12                                     |                                        |
| -------------------------------------- | -------------------------------------- | -------------------------------------- | -------------------------------------- | -------------------------------------- | -------------------------------------- | -------------------------------------- | -------------------------------------- | -------------------------------------- | -------------------------------------- | -------------------------------------- | -------------------------------------- | -------------------------------------- | -------------------------------------- |
| Positie:                               | 92                                     | 85                                     | 80                                     | 77                                     | 82                                     | 79                                     | 66                                     | 55                                     | 47                                     | 45                                     | 56                                     | 71                                     | uit                                    |

### NPO Klassiek Filmmuziek Top 200
| Robin Hood: Prince of Thieves in de NPO Klassiek Filmmuziek Top 200 | Robin Hood: Prince of Thieves in de NPO Klassiek Filmmuziek Top 200 | Robin Hood: Prince of Thieves in de NPO Klassiek Filmmuziek Top 200 |
| Jaar                                                                | 2024                                                                | 2025                                                                |
| ------------------------------------------------------------------- | ------------------------------------------------------------------- | ------------------------------------------------------------------- |
| Positie                                                             | 158                                                                 | 135                                                                 |

## Prijzen en nominaties
De belangrijkste:
| Jaar | Prijs                   | Categorie                                                                    | Genomineerde(n)                                                                               | Uitslag     |
| ---- | ----------------------- | ---------------------------------------------------------------------------- | --------------------------------------------------------------------------------------------- | ----------- |
| 1992 | Academy Awards (Oscars) | Beste originele nummer                                                       | "(Everything I Do) I Do It for You" muziek: Michael Kamen; tekst: Bryan Adams en Robert Lange | Genomineerd |
| 1992 | Golden Globes           | Beste filmmuziek                                                             | Michael Kamen                                                                                 | Genomineerd |
| 1992 | Golden Globes           | Beste filmsong                                                               | "(Everything I Do) I Do It for You" muziek: Michael Kamen; tekst: Bryan Adams en Robert Lange | Genomineerd |
| 1992 | Grammy Awards           | Record of the Year                                                           | "(Everything I Do) I Do It for You" muziek: Michael Kamen; tekst: Bryan Adams en Robert Lange | Genomineerd |
| 1992 | Grammy Awards           | Song of the Year                                                             | "(Everything I Do) I Do It for You" muziek: Michael Kamen; tekst: Bryan Adams en Robert Lange | Genomineerd |
| 1992 | Grammy Awards           | Best Pop Vocal Performance, Male                                             | "(Everything I Do) I Do It for You" – Bryan Adams                                             | Genomineerd |
| 1992 | Grammy Awards           | Best Pop Instrumental Performance                                            | Michael Kamen                                                                                 | Gewonnen    |
| 1992 | Grammy Awards           | Best Instrumental Composition Written for a Motion Picture or for Television | Michael Kamen                                                                                 | Genomineerd |
| 1992 | Grammy Awards           | Best Song Written Specifically for a Motion Picture or for Television        | "(Everything I Do) I Do It for You" muziek: Michael Kamen; tekst: Bryan Adams en Robert Lange | Gewonnen    |